# Alanin transaminaza
Alanin transaminaza (ALT) ili alanin aminotransferaza, serumska glutamat-piruvat transaminaza (SGPT) je enzim iz skupine transaminaza.
ALT katalizira reakciju u stanicama u kojoj iz alanina i alfa-ketoglutarata, nastaje piruvat i glutamat, te obratno.
U medicini, vrijednosti ALT (SGPT) u krvnom serumu koriste se u utvrđivanju bolesti. 
ALT je enzim prisutan u jetri, tako povišenje vrijednosti AST u krvnom serumu ukazuju na bolesti tj. oštećenje jetre.
|  | Molimo pročitajte upozorenje o korištenju medicinskih informacija. Ne provodite liječenje bez savjetovanja s liječnikom! |